# Wolf von Waldow

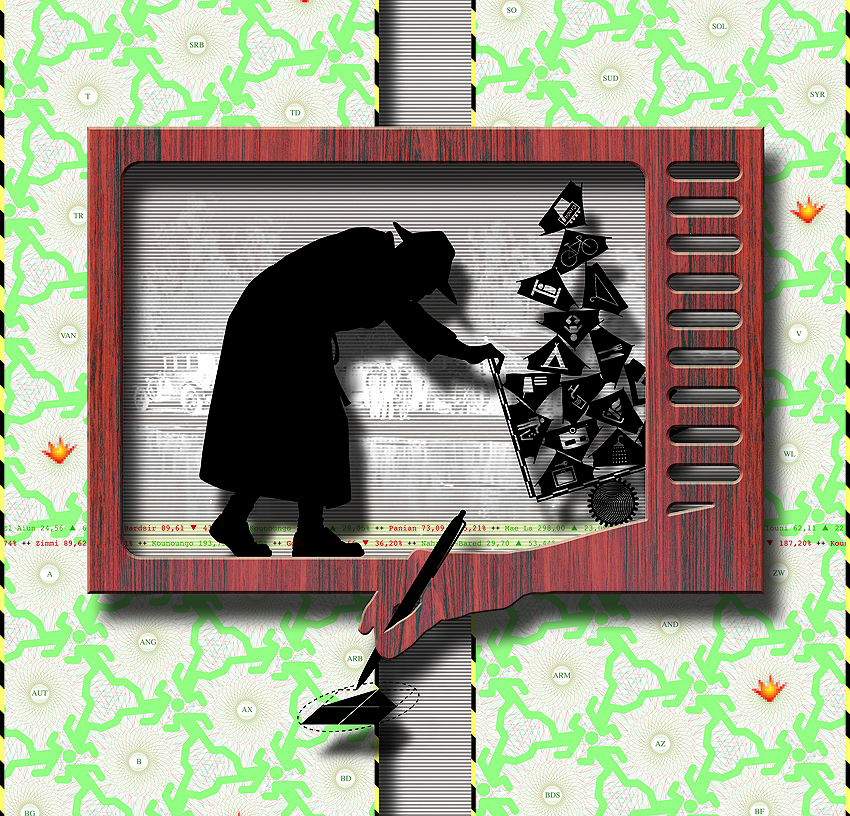

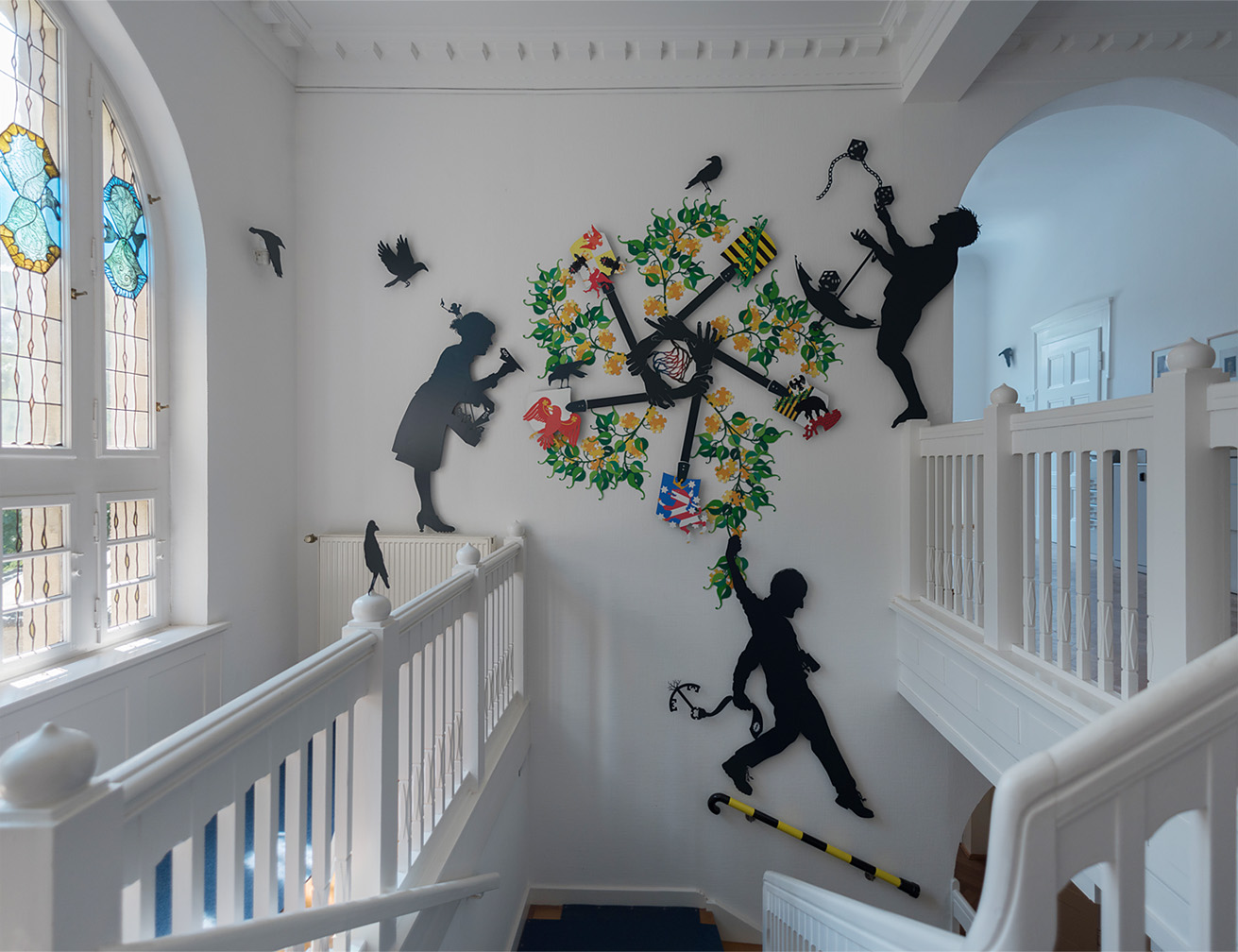

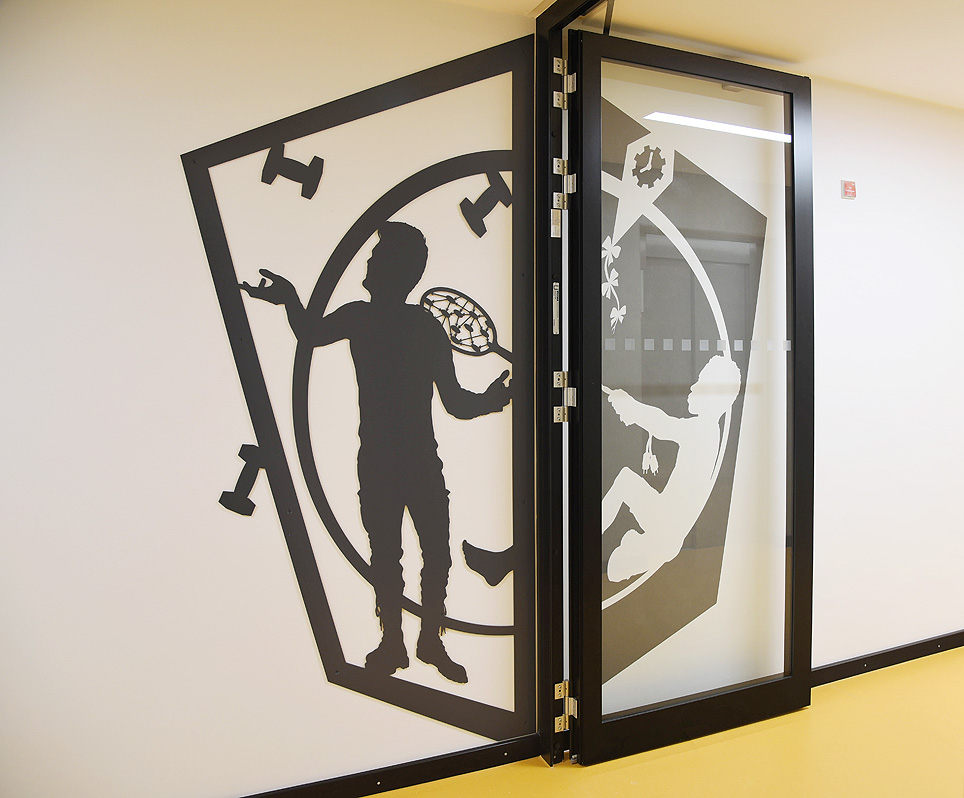

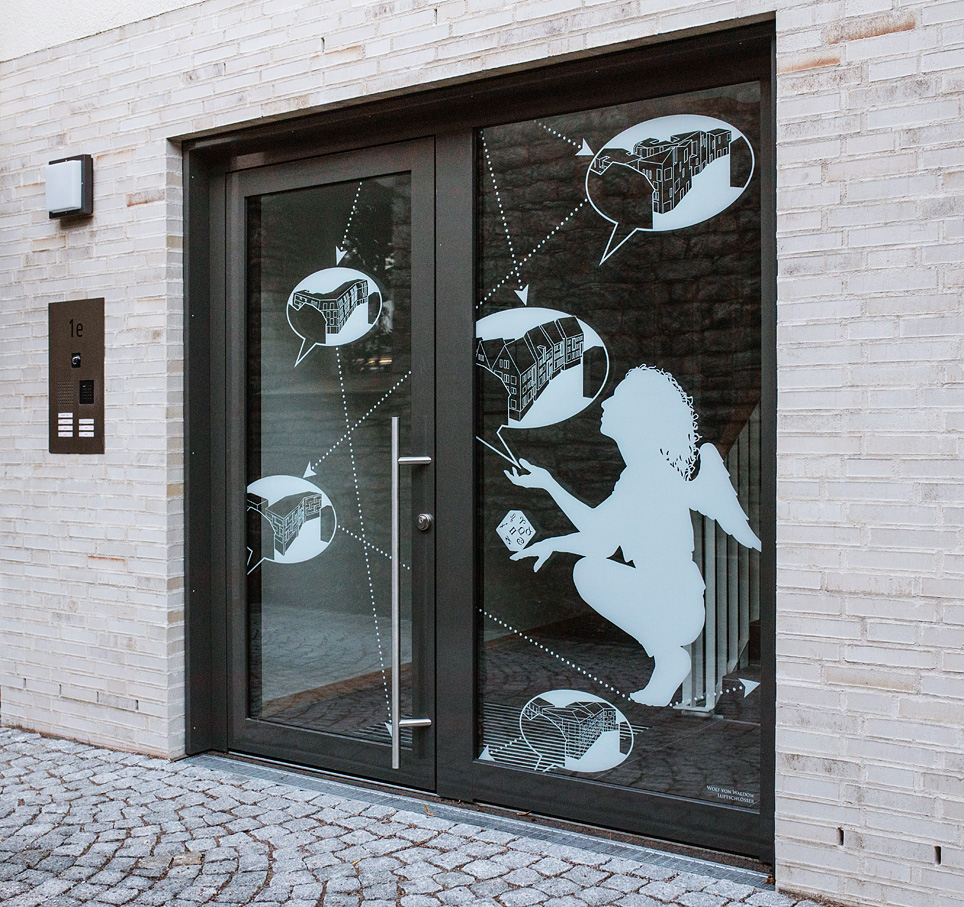

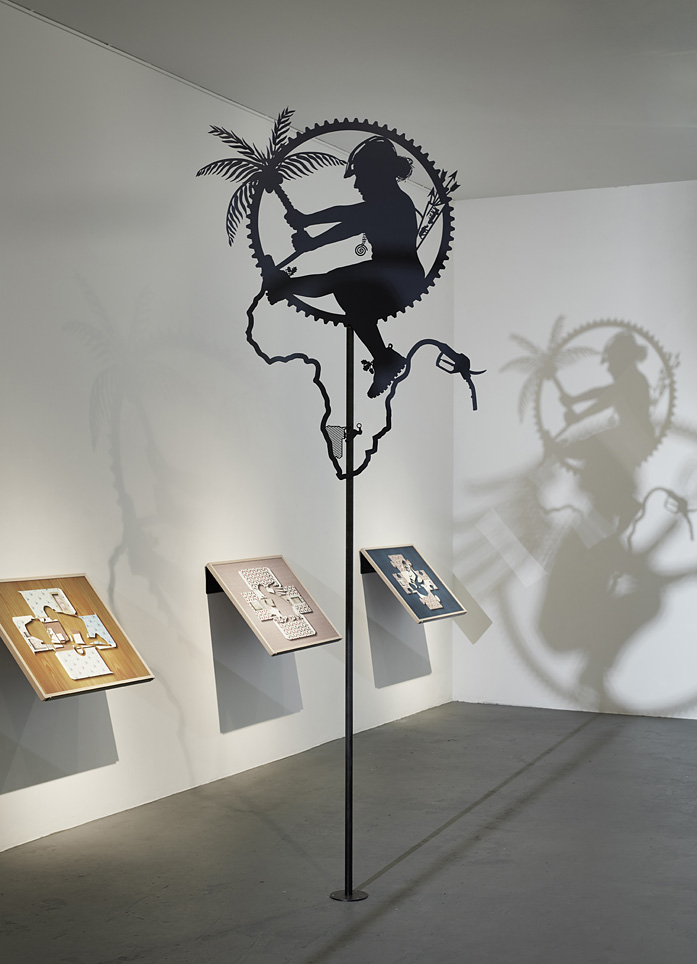

Wolf von Waldow (* 19. August 1962 in Hamburg) ist ein deutscher Künstler und Designer.

## Leben
Wolf von Waldow wurde 1962 als Sohn von Joachim und Gisela von Waldow, geb. Sander, in Hamburg geboren. Bis 1982 besuchte er das Walddörfer-Gymnasium, Hamburg-Volksdorf. Nach einem abgebrochenen Kunstgeschichtsstudium, studierte er von 1986 bis 1992 Industrial Design an der Hochschule für bildende Künste Hamburg bei Peter Raacke und Karl-Achim Czemper, 1988/90 unterbrochen durch ein Gaststudium für Schmuckdesign an der Fachhochschule Pforzheim bei Jens-Rüdiger Lorenzen. 1994 arbeitete er als Leiter für kreatives Gestalten im AWO-Zentrum Dosse Park in Wittstock mit Behinderten. Nach Stationen in Rom und Amsterdam lebt er seit 2000 in Berlin. 2003 vertrat er die Bundesrepublik Deutschland auf der Second Jilin Artfair of Wood Sculpture, Jilin City, Volksrepublik China.

## Werk
Wolf von Waldow ist besonders im Bereich Kunst im öffentlichen Raum tätig. Einer größeren Öffentlichkeit wurde er durch eine Serie mit laubgesägten Schmuckstücken für Männer bekannt, die in einem Filmbeitrag der TV-Reihe Wa(h)re Liebe mit Lilo Wanders vorgestellt wurden (1996). Fasziniert von Kunsthandwerkstechniken eignete er sich in den 90er Jahren die Herstellung von Stuckmarmor und Holzintarsien an, die er in ersten raumbezogenen Wandarbeiten einsetzte. Daraus entwickelte sich sein Interesse für Projekte im Architekturzusammenhang. Als erstes Kunst-am-Bau Projekt entstand 1999 ein Mosaikboden für die SAGA-Wohnungsbaugesellschaft in Hamburg-St. Pauli. Ab 2006 standen Tapeten als «Kunst-am-Bau-light» im Mittelpunkt seiner Arbeit. So entwarf er 2008 eine Tapeten-Edition für die Griffelkunst-Vereinigung Hamburg. Seit 2013 Arbeitet von Waldow hauptsächlich mit scherenschnittartigen Silhouetten aus Stahl. Seine Arbeiten sind oft mehrteilig und verteilen sich über den zu gestaltenden Bereich. So beleuchten sie verschiedene Aspekte eines Themas und fügen sich erst nach und nach beim Durchqueren des jeweiligen Raumes zu einem Gesamtkonzept zusammen. Den Projekten liegt häufig eine umfangreiche historische Recherche über den Standort zu Grunde, deren Ergebnisse von ihm separat veröffentlicht werden.
Formal arbeitet von Waldow mit der Addition, Überlagerung und Umdeutung von tradierten Bildzeichen, wie Symbolen, Emblemen, Icons, bis hin zu allegorischen Figurenkonstellationen. Christian Weller beschreibt von Waldows Werk so: „In dieser Zeichenwelt erhalten die Dinge ungeahnte Potentiale. Bedeutungsfragmente schrumpfen, wuchern und wandern aus ihren Kontexten. Ihre Zusammenführung in einer raumlosen Ebene erzeugt eine Grammatik der Transformation. Wie im Traum oder im Spiel entsteht ein Universum mit eigenen Regeln und Alltäglichkeiten, die uns gerade deshalb faszinieren, weil sie uns immer ein wenig fremd bleiben werden.“

## Werke (öffentlich)
- 1999: „Thalstraße“, Mosaikboden für ein Wohnhaus der SAGA Hamburg, Hamburg-St. Pauli
- 2003: Wand- und Glasgestaltungen, sowie Skulpturen für Neubau Hotel Le Royal Meridien, Hamburg (nach Renovierung 2016 teilweise entfernt)
- 2010: Neuausstattung des Cafés Bierhimmel, Berlin-Kreuzberg (nach Umbau 2015 zerstört)
- 2015: Treppenhausinstallation zum 25-jährigen Bestehen der Ländernotarkasse in Leipzig
- 2016: „Hilfestellung I-VIII“, Schulsporthallen Kniprodestraße, Berlin-Pankow[7]
- 2018: „Halber Mond und schwarzer Bär“, Glasgestaltungen Quartier am Dom, Erfurt[8]
- 2019: „Waagnis“, Attikafiguren und Fries, Alter Markt 13/14, Potsdam (im Bau befindlich)[9]
- 2020: „Storyboard“, Flurgestaltungen, Lebensort Vielfalt, Berlin (im Bau befindlich)[10]

Zahlreiche weitere Kunst-am-Bau Projekte entstanden für Privatpersonen und sind nicht öffentlich zugänglich.

## Stipendium
15. Arbeits-Stipendium für bildende Kunst der Kulturbehörde Hamburg, 1995

## Ausstellungen (Auswahl)

### Einzelausstellungen
- 1993: „Wolf von Waldow – Figuurzaagwerk“, Galerie Ra, Amsterdam, Niederlande
- 2000: „Wolf von Waldow - Installationen“, Foyer für junge Kunst in der Vereins- und Westbank, Buchholz i.d.N.
- 2004: „Hummer und Sichel – Metallplastiken und Wandobjekte“, Galerie Ruth Sachse, Hamburg
- 2008: „Völkerkunde – Tapeten“, Galerie Ruth Sachse, Hamburg (Kat.)
- 2016: „Wolf von Waldow – Narrativ“, Galerie Ruth Sachse, Berlin u. Hamburg
- 2019: „Wolf von Waldow – Die Hand vor Augen“, Neuer Kunstverein Wuppertal, Wuppertal[11]
- 2019: „Neue Heimat – Kleintierställe“, Projektraum Hühnerhaus Volksdorf, Hamburg (Kat.)[12]

### Gruppenausstellungen
- 1996: „Stipendiaten 1995 – 15. Arbeitsstipendium für bildende Kunst der Kulturbehörde Hamburg“, K3 Kampnagelfabrik, Hamburg (Kat.)
- 1996: „Artgenda ’96“, Nikolaj Kirke, Kopenhagen, Dänemark (Kat.)
- 1996: „Connections – Zeichnungen Hamburger KünstlerInnen“, Tölgyfa Galerie, Budapest, Ungarn (Kat.)
- 1999: „Junge Kunst – von Malerei bis Multimedia“, Haus der Kunst, München (Kat.)
- 2003: „Second Jilin Artfair of Wood Sculpture“, Jilin-City, Volksrepublik China
- 2004: „Hard Pop – Germans & Black Angry Bitches“, Showroom MAMA, Rotterdam, Niederlande (Kat.)
- 2008: „My View – Neues aus Berliner Ateliers“, Galerie Dörrie*Priess, Berlin
- 2011: „(Selbst)-Portrait – Abbilder und Netzwerke“, Schwules Museum, Berlin
- 2016: „Process Space Art Festival“, Canetti House, Russe, Bulgarien[13]
- 2016: „ornamental“, Kunstquartier Bethanien, Berlin[14][15]
- 2017: „Ad ognuno la sua p’arte“, Villatalla, Ligurien, Italien[16]